# 阳国
阳国，或称“阳”，国君为姬姓（一说为偃姓或御姓），伯爵。前660年，齐国徙其民而取地，1998年发掘的沂南县西岳庄春秋大墓被认为是阳国君主墓。

## 国君姓氏
- 姬姓，顾栋高《春秋大事表》持此观点，证据：《周金文存》卷二有《叔姬鼎》云“叔姬作阳伯鼎，永用。”
- 偃姓，洪亮吉《左传诂》持此观点
- 御姓，《路史·国名史》持此观点